# Casilda Gutiérrez
Casilda Gutiérrez Pérez  (1962) es una jurista y política española.

## Biografía
Licenciada en Derecho por la Universidad de Extremadura, profesora de la Escuela de Práctica Jurídica de dicha universidad, fue miembro del gabinete jurídico de la Junta de Extremadura hasta el año 2000 en el que se incorporó a la Secretaría General de la Consejería de Presidencia de la Junta. En 2003 fue designada Consejera de Presidencia durante el mandato de Juan Carlos Rodríguez Ibarra, cesando en 2007 cuando desapareció la Consejería. Miembro de la Asamblea de Extremadura por el Partido Socialista Obrero Español, en junio de 2008 fue elegida por la misma como miembro del Consejo Consultivo de Extremadura para un periodo de cinco años.